# 토마스 하인체

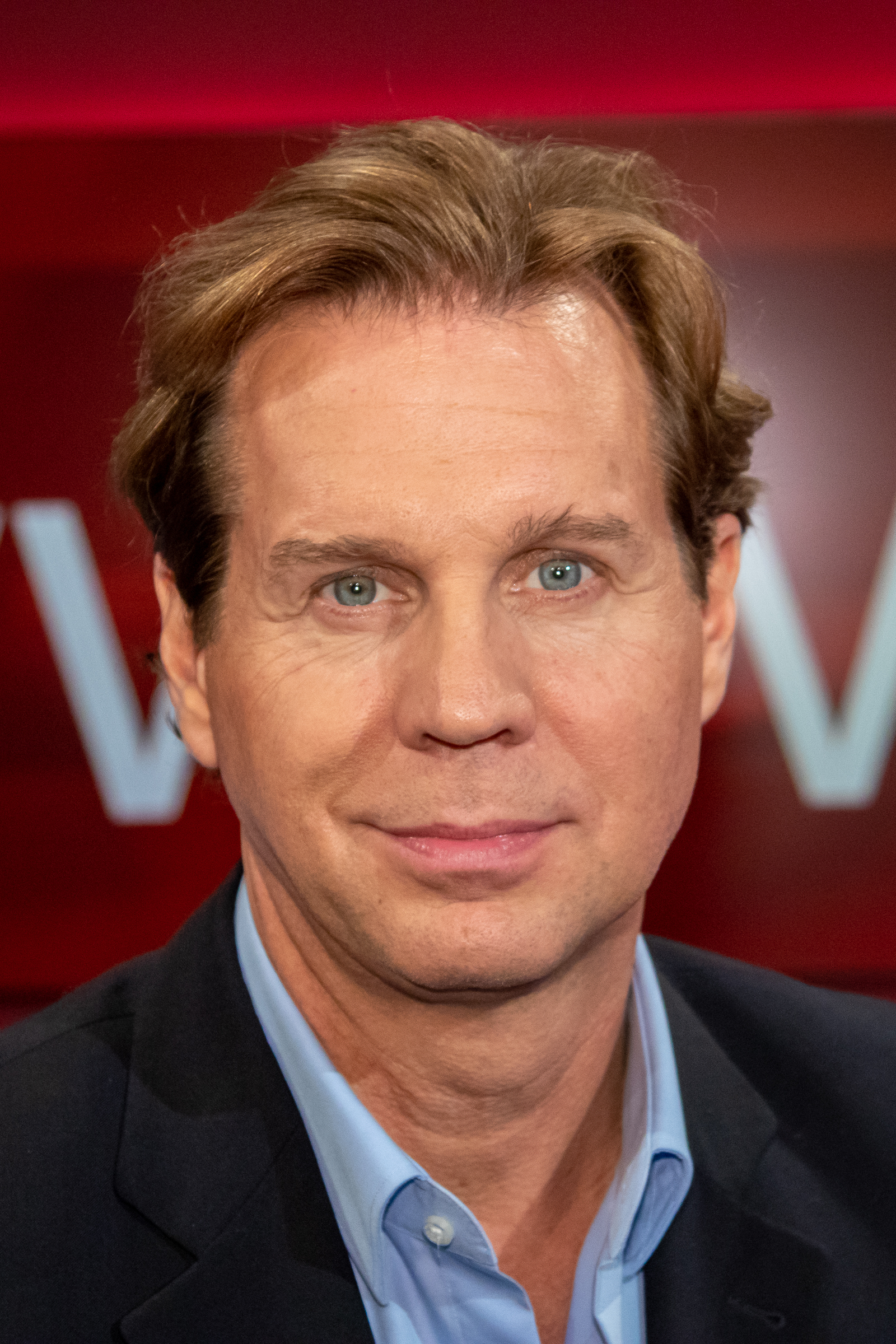

토마스 하인체(독일어: Thomas Heinze, 1964년 3월 30일 ~ )는 독일의 배우이다.
베를린에서 태어났다.

## 영화
- 더 굿 캅 (2017년)
- 윗 컴플리멘츠 프롬 더 컴퍼니 (2017년)
- 루겐 (2014년)
- 슛 더 듀크 (2009년)
- 대디 (2003년)
- 크로시아티 (2001년)
- 미스 다이아몬드 2 (2000년)
- 클리프행어 - 죽음의 질주 (1998년)
- 블루스맨 (1993년)
- 사랑과 슬픔의 여로 (1991년) - 커트 역